# Jollyball
Das Jollyball ist eine Variante des Volleyclubspiels. Es ist eine Mannschaftssportart, die Balljonglage mit Volleyball vereint: Statt eines Volleyballes werden Jonglierbälle über ein Netz geworfen. Jede Mannschaft besteht aus zwei Personen, gespielt wird auf einem normalen (Beach-)Volleyballfeld mit dem entsprechenden Netz.

## Grundlagen
Spielfeld und Netz stammen vom Badminton: Das Feld ist bei Herren 9,9 m lang und 6,1 m breit (Badmintonfeld in Doppelbreite bis zur Doppelaufschlaglinie), bei den Damen 7,92 m × 6,1 m und bei Mixedspielen 8,91 m × 6,1 m. Es wird durch eine Mittellinie und dem darüber hängenden Netz (Netzhöhe: 1,52 m) in zwei Hälften geteilt. Die zwei Jonglierbälle und der Jollyball sollen gleich schwer (zwischen 100 und 200 g) und aus dem gleichen Material sein, allerdings muss der Jollyball farblich abgehoben sein. Die Mannschaften bestehen aus jeweils zwei Spielern, bei Mixedspielen aus einem Mann und einer Frau.
Der Jollyball soll von einem Spieler mit seinen eigenen Spielbällen jongliert und über das Netz zur gegnerischen Mannschaft geworfen werden und zwar so, dass ihn kein gegnerischer Spieler korrekt annehmen bzw. zurückspielen kann.

## Regeln

### Punkte
Punkte können nur von der angebenden Mannschaft durch Fehler des Gegners erzielt werden. Begeht die angebende Mannschaft einen Fehler, wechselt das Angaberecht. Bei jedem Angabewechsel müssen die zwei Spieler der angebenden Mannschaft ihre Position (rechts und links in ihrer Spielhälfte) tauschen. Die Angabe muss hinter der Spielfeldgrundlinie zwischen rechter Seitenlinie und Grundlinienmitte erfolgen und zwar über das Netz ohne Einwirkung des Mitspielers. Der Mitspieler darf lediglich durch Hin- und Herlaufen am Netz den Gegner irritieren bzw. die Angabe verdecken, das Herumfuchteln mit Armen oder Händen ist jedoch nicht erlaubt. Netzberührung des Jollyballs bei der Angabe ist ein Fehler.
Sieger ist die Mannschaft, die zwei Sätze gewonnen hat.
Ein Satz ist gewonnen, sobald ein Team 15 Punkte erreicht hat, wobei der Punkteunterschied mindestens 2 Punkten betragen muss; der 17. Punkt ist in jedem Fall satzentscheidend.

### Annahme
Der Jollyball muss von einem Spieler der gegnerischen Mannschaft erreicht und zusammen mit seinen beiden Spielbällen korrekt jongliert werden. Das bedeutet, dass der Spielball der annehmenden Hand bei der Jollyball-Annahme bereits in der Luft sein muss. Der Jollyball muss bei der Annahme im Spiel direkt in ein Jongliermuster integriert werden (Ausnahme: Dotzen). Während des Jonglierens der drei Bälle darf man sich vom Ort der Annahme nicht wegbewegen.

### Dotzen
Dotzen ist das Abprallen oder Wegschlagen des Jollyballs, ohne diesen zu fangen. Der Jollyball kann bei der Annahme, während des Jonglierens, beim Abspiel zum Partner, sowie beim Spiel zum Gegner gedotzt werden. Dabei wird jeder Dotzer als Kontakt gezählt. Die Spielbälle dürfen nicht gedotzt werden. Zwei direkt aufeinander folgende Dotzer sind aber nur mit verschiedenen Körperteilen erlaubt. Bei der Annahme des Jollyballs dürfen alle Körperteile außer den Händen und beim Spiel über das Netz nur die Beine verwendet werden.

### Kontakte
Der Jollyball muss nach insgesamt maximal zehn Kontakten aller drei Bälle (jeder Wurf rechts und links und jeder Dotzer zählt) zum Mitspieler oder über das Netz gespielt werden. Auch bei der Angabe gilt die 10-Kontakte-Regel.
Grundsätzlich darf nur der Jollyball weitergespielt werden, wobei er höchstens zweimal den Mitspieler wechseln darf, bevor er über das Netz gespielt wird. Eine Ausnahme stellt die Angabe dar.
Vorgetäuschte Figuren, bei denen der Jollyball nicht bei jedem Kontakt von der einen Hand zur anderen wechselt, sind nicht erlaubt. Dazu gehört beispielsweise das Jonglieren von zwei Bällen mit einer Hand und Führen des dritten Balles mit der anderen. Erlaubt sind jedoch sämtliche Dreiball-Jonglierfiguren, bei denen der Jollyball bei jedem Wurf die Hand wechselt wie z. B. Kaskade, Shower oder Back Crosses.

### Ruhender Ball
Jongliertricks, bei welchen der Jollyball oder ein Spielball zur Ruhe kommt, wie z. B. Nacken-, Finger-, Fußpause u. a. sind nicht erlaubt und gelten daher als Fehler. Eine Ausnahme ist hier allerdings die "artistische", aber korrekte Annahme des Jollyballs in der Armbeuge.

### Netz- und Horizontalwürfe
Der Jollyball darf beim Spiel über das Netz grundsätzlich nicht von oben nach unten und nicht waagrecht gespielt werden. Schmetterbälle, Blocks und ähnliches sind also nicht erlaubt und gelten als Fehler. Das Aufwärtssteigen des Jollyballs beim Wurf aus der Hand über das Netz muss eindeutig erkennbar sein.
Die Netzberührung vom Jollyball während des Spiels ist erlaubt, nicht aber bei der Angabe. Die Netzberührung durch einen Spieler oder einen Spielballes gilt hingegen als Fehler.
Gegnerische Würfe dürfen nicht gefangen werden, indem man über das Netz greift. Eigene Würfe dürfen über das Netz greifend gefangen werden, wenn der direkt darauf folgende Wurf dieser Fanghand ins eigene Spielfeld zurückführt.

## Fehler
Sollte ein Spieler während des Jonglierens einen Spielball oder beide Spielbälle verlieren, so gilt dies nicht als Fehler, wenn der Jollyball im Moment der Bodenberührung eines herunterfallenden Spielballes (oder der Deckenberührung durch einen Hochwurf) bereits die Hand des Spielers als Weiterspiel zum Mitspieler oder als Wurf über das Netz, verlassen hat. Befindet sich der Jollyball im Moment der Boden- oder Deckenberührung eines Spielballs desselben Spielers noch in der Hand, oder rollt oder fliegt ein Spielball auf die gegnerische Seite, während der Jollyball noch im Spiel ist, so gilt das als Fehler.
Das Übertreten der Mittellinie mit der ganzen Fußsohle wird ebenfalls als Fehler gerechnet.
Ein Spielzug, der durch einen nicht eindeutigen (strittigen) Fehler zum Punktgewinn führt, kann durch Schiedsrichterentscheidung wiederholt werden. Jeder strittige Punktgewinn kann auch vom punktenden Spieler zum Vorteil des Gegners korrigiert werden.